# Беспаловка (Новосибирская область)
Беспаловка — деревня в Кыштовском районе Новосибирской области. Входит в состав Берёзовского сельсовета.

## География
Площадь деревни — 25 гектаров.

## Население
| 2002 | 2007 | 2010 |
| ---- | ---- | ---- |
| 55   | ↘47  | ↗48  |

## Инфраструктура
В деревне по данным на 2007 год отсутствует социальная инфраструктура.